# Чесапик (Охајо)
Чесапик (енгл. Chesapeake) град је у америчкој савезној држави Охајо.

## Демографија
По попису из 2010. године број становника је 745, што је 97 (-11,5%) становника мање него 2000. године.
| Група             | 2000.       | 2010.       |
| Белци             | 816 (96,9%) | 717 (96,2%) |
| Афроамериканци    | 1 (0,1%)    | 4 (0,5%)    |
| Азијати           | 1 (0,1%)    | 3 (0,4%)    |
| Хиспаноамериканци | 13 (1,5%)   | 7 (0,9%)    |
| Укупно            | 842         | 745         |